# Berberis iteophylla
Berberis iteophylla là một loài thực vật thuộc họ Berberidaceae. Đây là loài đặc hữu của Trung Quốc.